# Irene Bou Linares
Irene Bou Linares (Caracas, Venezuela, 15 de diciembre de 1982) es una artista hispano-venezolana. Licenciada en artes plásticas especializada en pintura, se graduó en el Instituto de Artes Plásticas Armando Reverón (2004)  de Caracas.
Su madre es venezolana y padre español de origen. Comenzó su trayectoria artística en Venezuela, alternando entre los estilos de grafiti y arte marginal, antes de convertirse en representante del movimiento underground «Arte Outsider». Su estilo, a menudo comparado con el de Jean-Michel Basquiat, que ella niega, es muy original y único, enraizado en los expresionistas como Egon Schiele.
Los personajes, carentes de personalidad,  están distorsionados por pasiones desenfrenadas, que representan las diferentes historias profundas, significativas y sutiles que puede tener la vida mundana; al tiempo que presentan una fuerte carga de melancolía y deshumanización.
En su trabajo utiliza el acrílico, el carbón, el pastel de plomo y la laca, los cuales se completan creando un estilo único.
Expone de manera regular en Venezuela, España y Francia.